# أليخاندرو باث ماكدونالد
أليخاندرو باث ماكدونالد (بالإنجليزية: Alex Bath MacDonald)‏ هو عسكري أسترالي، ولد في 13 أبريل 1898 في Walcha, New South Wales ‏ في أستراليا، وتوفي في 12 مايو 1981 في سيدني في أستراليا.